# Lloydtoren

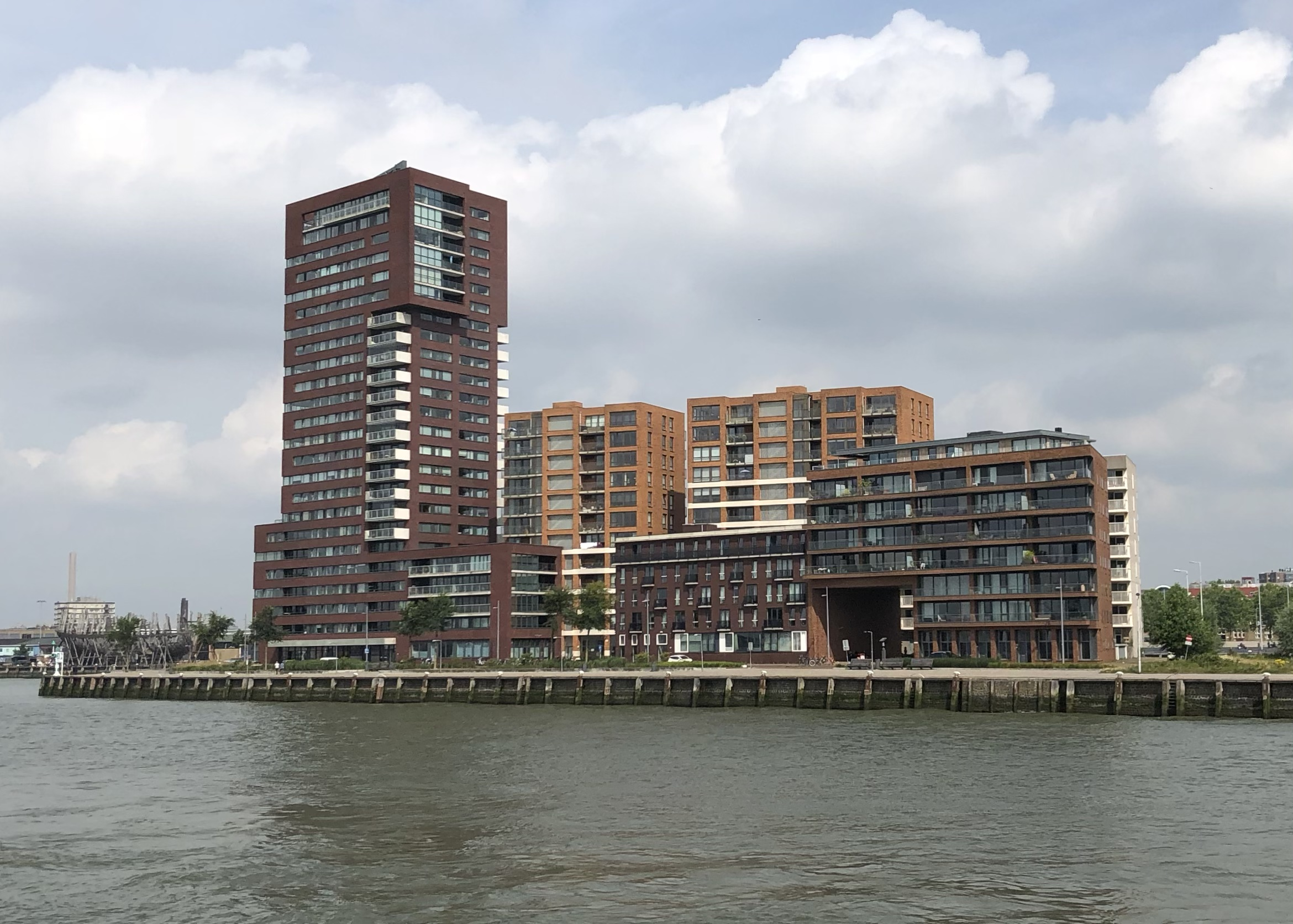
Hochhaus Lloydtoren im Jahr 2019

Lloydtoren ist ein Hochhaus in Rotterdam in den Niederlanden.

## Lage
Das Gebäude befindet sich im Rotterdamer Stadtteil Delfshaven am nördlichen, rechten Ufer der Neuen Maas. Es steht auf dem sich nach Westen in Form einer Halbinsel erstreckendem Loydpier. Nördlich befindet sich der Schiehaven, östlich der Sint Jobshaven.

## Architektur und Geschichte
Lloydtoren entstand ab 2008 auf dem ursprünglich zum Gebiet der Reederei Koninklijke Rotterdamsche Lloyd gehörenden Pier. Der Entwurf stammt vom Architekturbüro De Zwarte Hond. Im Jahr 2010 war der Bau fertiggestellt.
Das Gebäude dient weitgehend Wohnzwecken, im Erdgeschoss bestehen jedoch auch Geschäfts- und Gastronomieflächen. Das Gebäude ist 75 Meter hoch und umfasst 24 Geschosse. Andere Angaben nennen eine Höhe von 74 Metern. Die Fassade ist durch dunkelrote Backsteine geprägt. Der niederländische Name Lloydtoren bedeutet im deutschen Lloydturm.